# Parc Nacional de Taï
El Parc National de Taï és un parc nacional a Costa d'Ivori, que conté una de les últimes àrees de bosc primari a l'Àfrica occidental. Va ser inscrit com a Patrimoni de la Humanitat el 1982 a causa de l'amplitud de la seva flora i fauna. Cinc espècies de mamífers del Parc Nacional Taï són a la llista vermella d'espècies amenaçades: Hipopòtam nan, micos còlob verd, lleopards, ximpanzés i Duiquer de Jentink.
El Parc Nacional de Taï és a aproximadament 100 km de la costa de Costa d'Ivori a la frontera amb Libèria entre els rius Cavally i Sassandra. Cobreix una àrea de 3.300 km² amb una zona de 200 km² i una d'influència de fins a 396 m.
La reserva va ser creada el 1926 i va obtenir l'estatut de parc nacional el 1972. Va ser reconeguda com a reserva de la biosfera de la UNESCO el 1978 i s'afegeix a la llista de llocs naturals del Patrimoni de la Humanitat el 1982.
El bosc de Tai és un reservori natural del virus d'Ebola. L'Organització Mundial de la Salut ha expressat la seva preocupació per la proximitat d'aquesta reserva de l'Aeroport Internacional d'Abidjan.

## Fauna
S'hi ha descobert el 2000 una nova espècie de gripau, la Sclerophrys taiensis que va rebre l'epítet taiensis en honar a aquest parc excepcional.